# Église Saint-Pierre du Martroi
Pour les articles homonymes, voir Église Saint-Pierre.
L’église Saint-Pierre du Martroi est une église catholique française située à Orléans dans le département du Loiret et la région Centre-Val de Loire.
Il s'agit de l'ancienne église Saint-Pierre-et-Sainte-Lée, devenue ensuite église Saint-Pierre-Ensentelée puis actuelle église Saint-Pierre du Martroi.
L'édifice dépend du diocèse d'Orléans et de la zone pastorale d'Orléans.

## Géographie
L'église est située à l'angle des rues d'Escures et Saint-Pierre du Martroi, à proximité de la place du Martroi, dans le centre-ville d'Orléans.

## Histoire
On trouve mention d'une église bâtie à cet endroit dès 930, elle porte alors le vocable de Saint-Pierre-Ensentelée. L'église est détruite au cours de la guerre de Cent Ans.
L'origine de la construction de l'édifice actuel remonte au XVIe ; il est remanié aux XVIIIe et XIXe siècles.
L'église est classée au titre des monuments historiques le 13 juin 1942.
Édifice du début du XVIe siècle bâti pour répondre aux besoins d'une nouvelle paroisse qui se formait à l'emplacement des premiers remparts de la ville. La nef est encadrée de deux bas-côtés, les vaisseaux communiquant entre eux au moyen d'arcades. Peu après la construction, sont ajoutées des chapelles latérales le long du collatéral sud et sur une partie du collatéral nord. La communication de ces chapelles avec les collatéraux était assurée par des arcades aujourd'hui bouchées. Les trois vaisseaux étaient couverts de voûtes d'ogives, refaites au début du XVIIe siècle après les aléas dus aux guerres de Religion. Elles ont été réalisées au moyen de nervures de bois soutenant des panneaux de lattis plâtré. Les départs des anciennes voûtes de pierre et les arcs formerets subsistent. Les arcs-boutants ont disparu. Les fenêtres ont perdu leurs meneaux. A l'extérieur, le parement est formé de briques dans toutes les parties de remplissage. Le portail principal ainsi que la porte du collatéral, dénotent la Renaissance. Au XVIIe siècle, le grand portail reçut des vantaux d'époque Louis XIV, ainsi qu'une sculpture en haut-relief dans le tympan (saint Pierre délivré par les anges). Des portes conservent des grilles du 18e siècle.

## Architecture
Une partie de l'église est constituée de briques rouges.

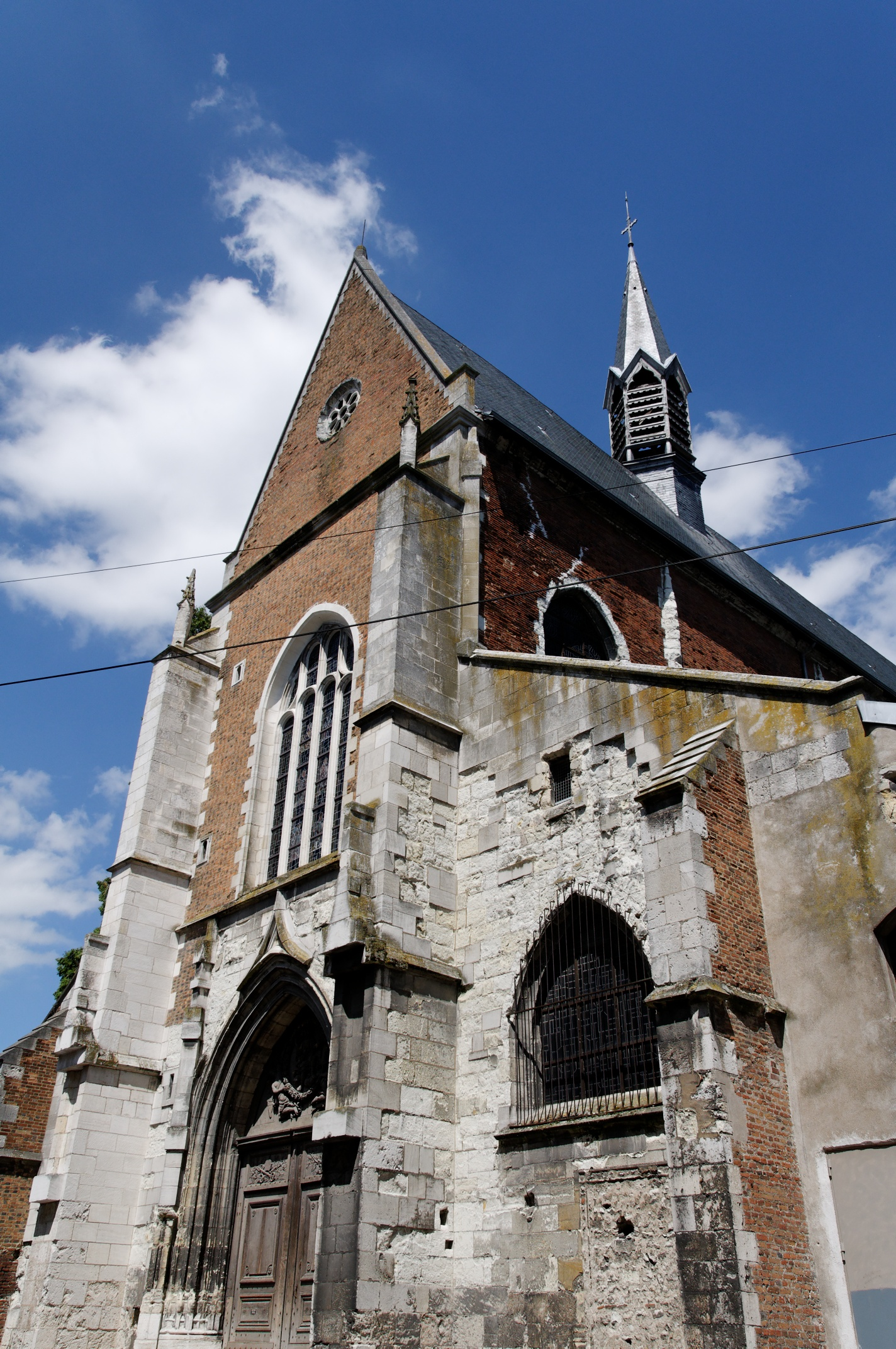
La façade
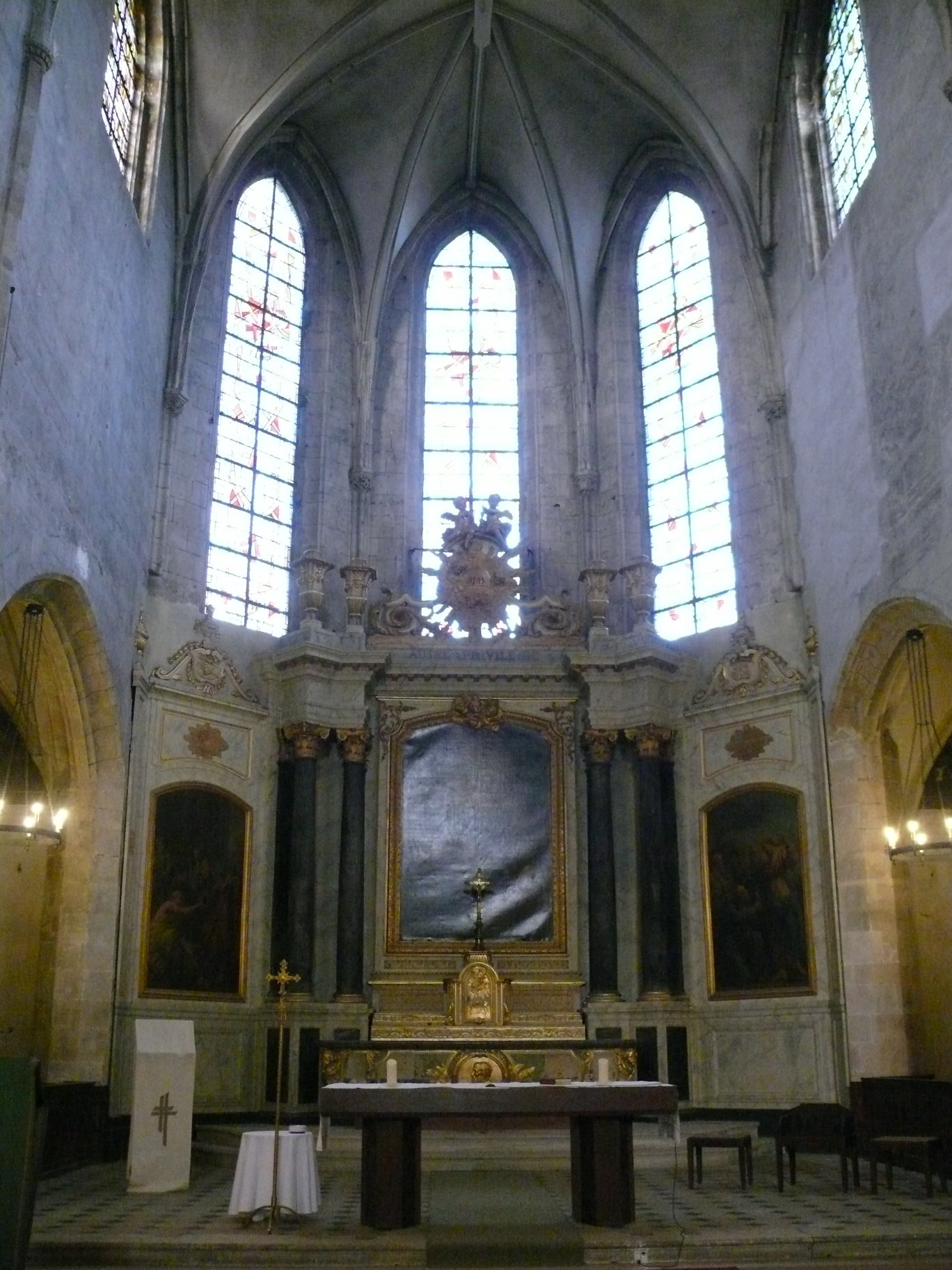
Le chœur
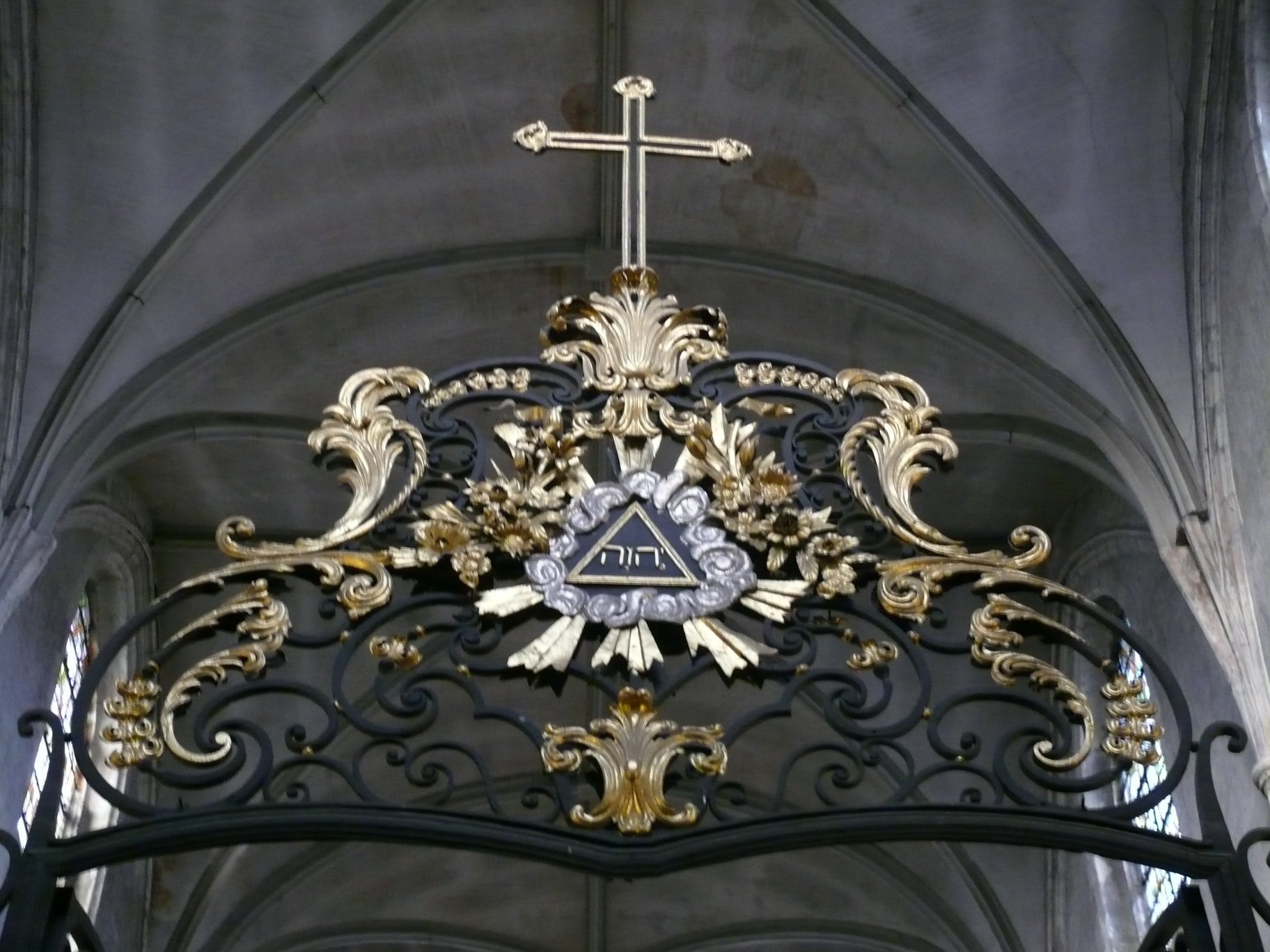
Grille à l'entrée de la nef
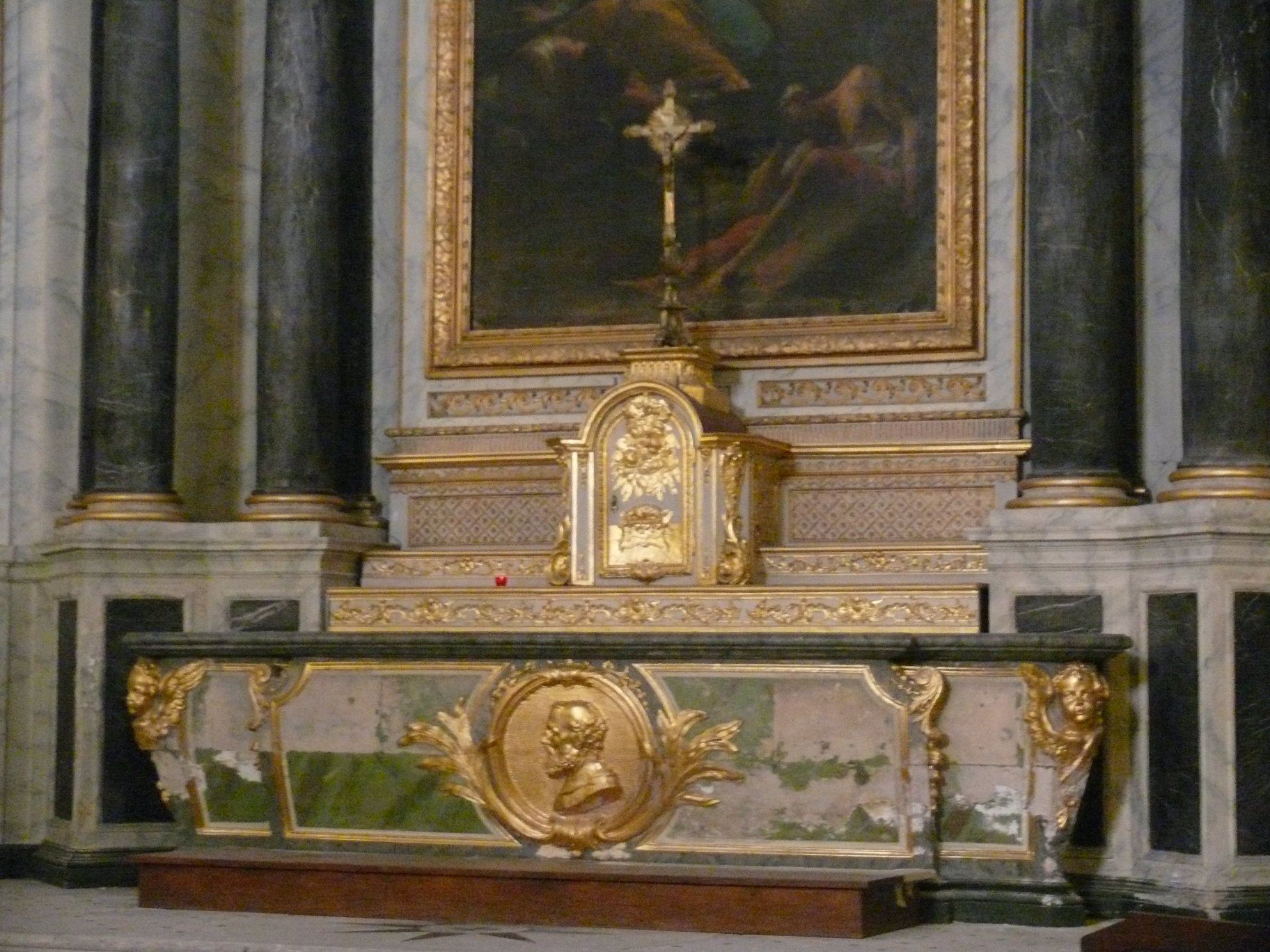
L'autel